# Desa Pasirkecapi
Desa Pasirkecapi är en administrativ by i Indonesien.   Den ligger i provinsen Banten, i den västra delen av landet, 50 km väster om huvudstaden Jakarta.